# Johan Peter Gandil
Johan Peter Gandil (født 18. juni 1820 i København, død 12. juni 1873 i Ringe) var en dansk læge. Fra 1857 til sin død var han praktiserende læge i Ringe, tidligere underlæge i Hæren og fra 1851-1857 praktiserende læge i Faaborg.
Johan Peter Gandil var søn af kommandørkaptajn Johan Peter Gandil og Johanne Christiane Kock og far til Johannes Gandil og Johan Christian Gandil